# Osnabrücker Aktien-Bierbrauerei

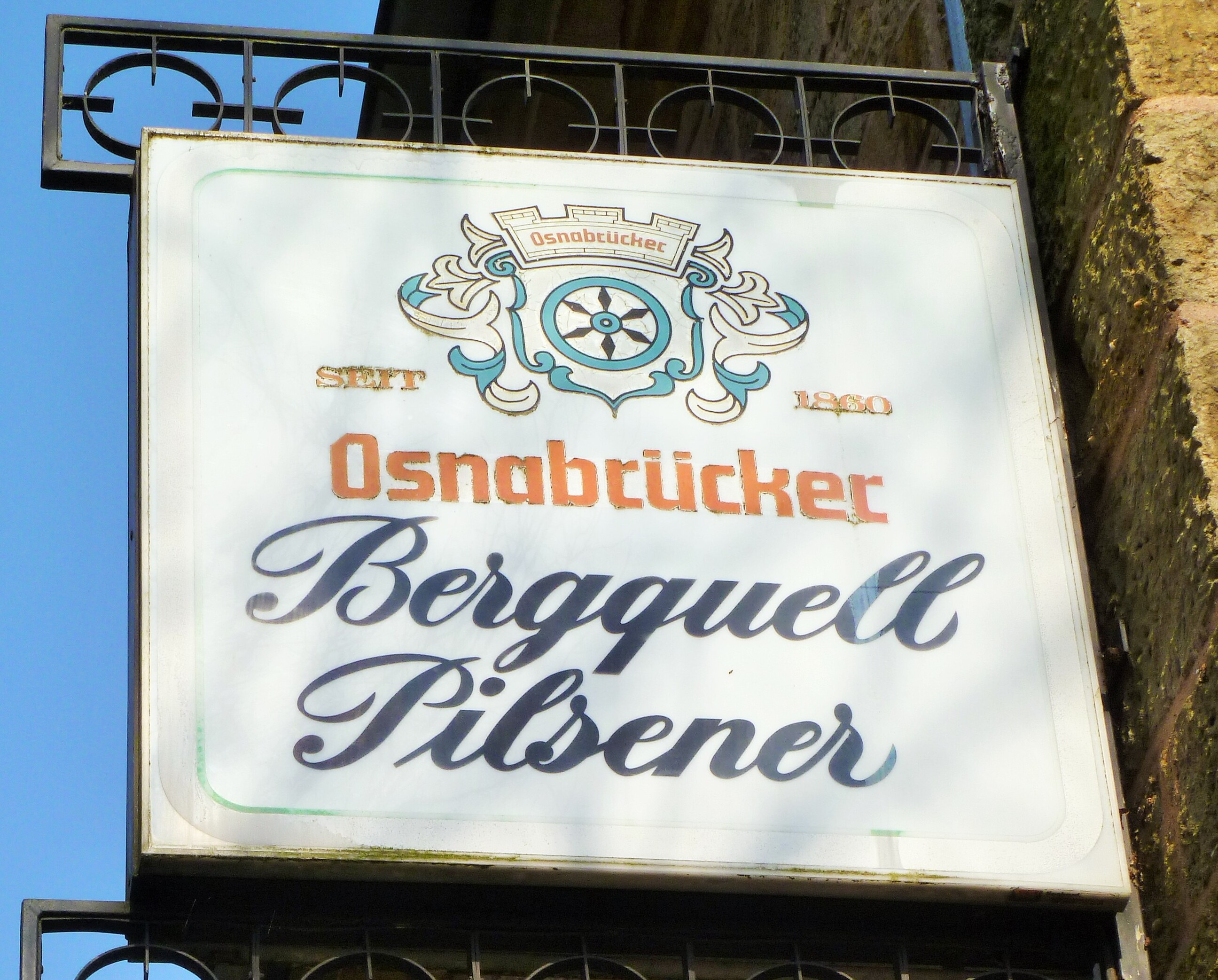
Werbeschild „Osnabrücker Bergquell Pilsener“

Aktie über 600 RM der Osnabrücker Aktien-Bierbrauerei vom 28. Januar 1928

Die Osnabrücker Aktien-Bierbrauerei (kurz OAB), auch Osnabrücker Aktien-Brauerei genannt, war eine Brauerei in Osnabrück. Sie wurde im Jahr 1860 gegründet und der Standort 1987 geschlossen. 1993 wurde die hinter der Brauerei stehende börsennotierte Aktiengesellschaft umfirmiert und ist seitdem mit dem neuen Geschäftszweck einer Beteiligungsgesellschaft aktiv.

## Gründerjahre
Schon seit langer Zeit braute man in Osnabrück Bier und betrieb auch auf lokaler Ebene Handel damit. Man unterschied das Bier zwischen dem Koit (ein dünnes und hopfenloses Bier) und dem Grüsing (ein Kräuterbier). Das Bier war aber nicht gut genug, um es exportieren zu können.
Johann Carl Immeyer begann auf dem Westerberg seinen Brauereibetrieb und verbesserte den Geschmack des Bieres. Im Jahr 1860 konnte der Braubetrieb mit obrigkeitlicher Genehmigung beginnen. Johann Carl Immeyer musste den Brauereibetrieb nach einigen Jahren aufgeben und wanderte nach Amerika aus.

## Entwicklung
Elf Personen hatten den Mut, Grundstück und Betrieb anzukaufen und eine Aktiengesellschaft zu gründen. Zu den elf Aktionären trat bald der als Brauereidirektor vorgesehene Wilhelm Runde aus Braunschweig. Der Gesellschaftsvertrag wurde am 16. Oktober 1870 notariell beurkundet. Nach der Umbenennung in Bayerische Dampf-Bierbrauerei AG im Jahr 1870 ging die Brauerei in die Actien-Bierbrauerei über. Nach dem Deutsch-Französischen Krieg von 1870/71 wurde mit den außerordentlichen Erfolgen in Wirtschaft und Verkehr auch das Bier in großem Umfang zum Handelsobjekt. Mit dem „Apostelbier“, wie man wegen der zwölf Aktionäre das Gebräu scherzhaft nannte, hatte eine neue Epoche im Osnabrücker Brauereiwesen begonnen.
Im Jahr 1886 wurde eine Dampfmaschine der Maschinen-Fabrik Augsburg in Betrieb genommen. Man hatte Anschluss an die Technik der Zeit gefunden und hielt Schritt mit der weiteren Entwicklung. Die Brauerei gewann Heimatrecht in der Stadt, da immer mehr Gaststätten ihr Bier auszuschenken begannen. Bald drang das Bier auch über die Stadtgrenzen hinaus. Das sich ausdehnende Werk an der Bergstraße 35 auf dem Westerberg wuchs in das Stadtbild hinein. Um 1900 benutzte die Osnabrücker Aktien-Brauerei die Gertrudenberger Höhlen unter dem Kloster Gertrudenberg als Bierkeller. Lange gehörte der Betrieb mit Wasserturm und Schornstein zum Bild des Westerberges, wie die ochsenbespannten Fuhrwerke der Brauerei bis zum Ersten Weltkrieg zum Straßenbild.

## Nachkriegsjahre
Nach dem Zweiten Weltkrieg erwarb Rudolf August Oetker aus Bielefeld Aktien der OAB. 1960 wurde das 100-jährige Bestehen mit Freibier und einem Festakt in der Halle Gartlage gefeiert. Im Jahr 1967 gehörte die OAB mit 161.000 hl produziertem Bier zu den 100 größten Brauereien in Westdeutschland (Platz 99 auf der Liste der Produzenten in Deutschland). Ab 1968 wurden in der Brauerei auf dem Westerberg neben dem Haupterzeugnis Bergquell-Pilsener, Osnabrücker Edel-Export und Malzbier auch die Erfrischungsgetränke Pepsi-Cola, Mirinda und Florida Boy Orange hergestellt. Anfang der 1970er-Jahre hatte Oetker seine Beteiligung zu einer Mehrheit ausgebaut.
Die Osnabrücker Aktien-Brauerei war Mitinitiator der heutigen Osnabrücker Maiwoche. Im Mai 1973 wurde durch einen Fassanstich im Beisein von Oberbürgermeister Ernst Weber die erste Maiwoche eröffnet.

## Teil der Dortmunder Actien-Brauerei

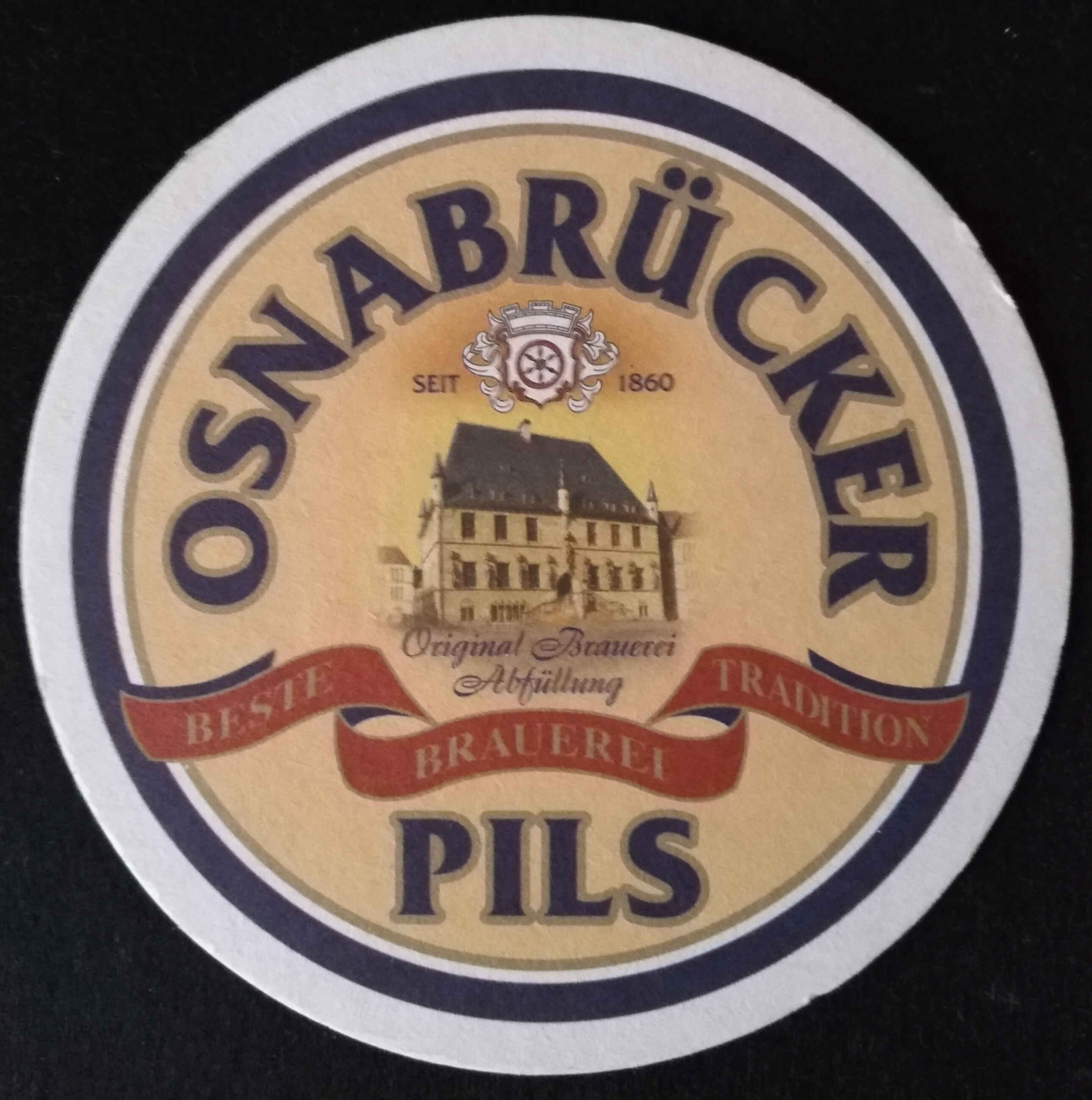
Bierdeckel „Osnabrücker Pils“

1983 plante die Brauerei, zur Aufbesserung der Finanzen einen Teil ihres Betriebsgrundstücks als Bauland zu verkaufen, was jedoch aus politischen Gründen scheiterte. Im selben Jahr übertrug Oetker den Geschäftsbetrieb auf die zu seinen Brauerei-Interessen gehörende Dortmunder Actien-Brauerei (DAB), die am Standort Osnabrück unter dem Firmennamen Dortmunder Actien-Brauerei AG BS Osnabrück operierte. Der Braubetrieb an der Bergstraße in Osnabrück wurde im Mai 1987 eingestellt, fortan wurde Osnabrücker Bergquell Pilsener in Dortmund gebraut. Zur Begründung hieß es damals, am Standort Osnabrück koste die Herstellung 17 DM pro Hektoliter, in Dortmund nur 9 DM.
Die Firmengebäude in Osnabrück wurden noch einige Jahre für Vertriebs- und Lagerzwecke genutzt und ab Oktober 1992 vollständig abgerissen. Das Grundstück wurde von der OAB an die Evangelischen Stiftungen Osnabrück verkauft. Auf dem ehemaligen Brauereigelände entstand im Zeitraum 1996/1997 ein Seniorenwohnstift der Diakonie.
Zunächst wurde das Bier noch in Flaschen abgefüllt und auch an Endverbraucher verkauft, später nur noch fassweise an die Osnabrücker Gastronomie abgegeben. Als die DAB zwischenzeitlich darüber nachdachte, die Produktion einzustellen, erlaubte die Stadt Osnabrück der Brauerei auf Betreiben des damaligen Oberbürgermeisters Hans-Jürgen Fip, künftig das Osnabrücker Stadtwappen und ein Bild des Rathauses im Logo des Bieres zu verwenden. Es wurde fortan unter dem gekürzten Namen Osnabrücker Pils abgefüllt.
Im Oktober 2018 bestätigte die Radeberger Gruppe, zu der die DAB gehört, auf Nachfrage der Neuen Osnabrücker Zeitung, dass die Produktion des Bieres zum Jahresende eingestellt wird. Zur Begründung hieß es, dass dieses nur noch in einigen wenigen Osnabrücker Gastronomien vertreten sei.

## Umfirmierung, neuer Geschäftszweck
1993 wurde die Firma in OAB Osnabrücker Anlagen- und Beteiligungs-Aktiengesellschaft im Rahmen einer Börsenmanteltransaktion umfirmiert, nachdem die STEUCON Grundbesitz- und Beteiligungs-AG aus Delmenhorst die immer noch an der Börse Hannover notierte AG übernommen hatte. Sie war zunächst im Bereich Kauf und Verkauf von eigenen Grundstücken, Gebäuden und Wohnungen tätig. Ab Juli 2000 war sie dann nach einer Übernahme von 80 Prozent der OAB-Aktien durch die Saarbrücker Metrotainment AG im Bereich Beteiligung an Unterhaltungsunternehmen tätig. Nachdem ihre Tochterfirma Tricon Grundbesitzgesellschaft Dornbusch GmbH & Co. KG zahlungsunfähig geworden war, wurde am 2. September 2004 das Insolvenzverfahren über das Vermögen der OAB AG eröffnet. Am 25. Juni 2010 wurde das Insolvenzverfahren nach Bestätigung des Insolvenzplans durch das Amtsgericht Osnabrück aufgehoben. Nachdem auf der außerordentlichen Hauptversammlung am 20. April 2015 die Fortführung der Gesellschaft beschlossen worden war, wurde sie mit dem Einstieg einer neuen Investorengruppe im September 2020 reaktiviert. Die konzeptionelle Neuausrichtung der OAB Osnabrücker Anlagen- und Beteiligungs-Aktiengesellschaft wurde auf der außerordentlichen Hauptversammlung am 15. Juni 2021 mit der Zustimmung ihrer Aktionäre zu umfangreichen Kapitalmaßnahmen und einer Neufassung ihrer Satzung abgeschlossen. Der Geschäftszweck des Unternehmens besteht nunmehr in der Beteiligung an mittelständischen Unternehmen sowie Immobilienprojekten im deutschsprachigen Raum. Die Aktien der OAB Osnabrücker Anlagen- und Beteiligungs-Aktiengesellschaft sind an den Börsen Berlin und Hamburg im Freiverkehr handelbar.